# Curt Schulze
Curt Schulze (auch Kurt Schulze; * 19. November 1881 in Wittenberg (Elbe); † 11. Oktober 1966 in München) war ein deutscher Veterinärmediziner, 1934 bis 1945 Veterinärinspekteur des Heeres und 1939 bis 1945 Leiter des Kriegsveterinärdienstes, zuletzt im Range eines Generaloberstabsveterinärs, und schließlich 1948 bis 1964 Leiter des Rennstalls und des Vollblutgestüts Isarland der Stadt München.

## Leben

### Preußische Armee
Schulze wuchs als Sohn eines Tierarztes auf, erhielt seine Schulbildung am Königlichen Gymnasium in Wittenberg und trat nach dem Abitur am 14. Oktober 1899 als Veterinäraspirant – d. h. Anwärter für den militärischen Veterinärdienst – bei der 2. (reitenden) Batterie des Feldartillerie-Regiments Nr. 74 in die Preußische Armee ein. Nach Beendigung der einjährigen Militärausbildung wurde er im Oktober 1900 zur Spezialausbildung an die Militärlehrschmiede Berlin kommandiert. Darauf folgte von Oktober 1901 bis 1905 das Studium der Veterinärmedizin an der Militärveterinärakademie bzw. der Tierärztlichen Hochschule Berlin, das er mit der Approbation als Tierarzt und der Ernennung zum Unterveterinär abschloss. Danach war er bis 1910 dem Kürassier-Regiment Nr. 7 in Halberstadt zugeordnet, unter gleichzeitiger Kommandierung für sechs Monate zur Militärlehrschmiede Berlin. Nach der 1910 bestandenen Prüfung für den tierärztlichen Staatsdienst („Veterinärratsprüfung“) erhielt er am 1. März 1910 das Patent zum Veterinär. Bis Juli 1914 war er danach Assistant an der Militärlehrschmiede; in dieser Dienststellung wurde er noch im Jahre 1910 zum Oberveterinär befördert und 1911 von der Tierärztlichen Hochschule Berlin zum Dr. med. vet. promoviert.
Beim Beginn des Ersten Weltkriegs wurde Schulze zur 3. Garde-Division versetzt, die zunächst an der Westfront, ab bereits der vierten Augustwoche 1914 dann im Osten eingesetzt wurde. Nach einer krankheitsbedingten drei-monatigen Abwesenheit wurde er im April 1915 in die Kavallerie-Abteilung (A 3) des preußischen Kriegsministeriums kommandiert und schließlich auch versetzt. Dieser Abteilung unterstand das Militärveterinärwesen, und Schulze, der 1915 zum Stabsveterinär befördert wurde, war dort bis über das Kriegsende hinaus Referent für Entwicklung, Ausrüstung und Nachschub an Veterinärgerät sowie für die Pferdelazarette.

### Reichswehr und Wehrmacht
Schulze wurde in die vorläufige Reichswehr und dann in die Reichswehr übernommen und wurde am 1. Oktober 1919 Referatsleiter in der Veterinärabteilung (später Veterinärinspektion) des Reichswehrministeriums. Am 1. April 1923 wurde er mit Rangdienstalter vom 1. Dezember 1920 zum Oberstabsveterinär befördert. Ab 1. Oktober 1925 war er mit der Wahrnehmung der Geschäfte des Chefs des Stabes der Veterinärinspektion beauftragt, und am 1. April 1927 wurde er bei gleichzeitiger Beförderung zum Generaloberveterinär (dieser Dienstgrad wurde am 1. April 1934 umbenannt in Oberfeldveterinär) zum Stabschef der Veterinärinspektion ernannt. Ab 27. August 1928 war er gleichzeitig Mitglied des Wissenschaftlichen Senats für das Heeres-Veterinärwesen. Nach weiteren Beförderungen zum Oberstveterinär (1. Oktober 1930, damals noch Generalveterinär genannt) und zum Generalveterinär (1. Mai 1933, damals noch Generalstabsveterinär) wurde er am 1. Juni 1934, nunmehr mit dem Dienstgrad Generalstabsveterinär, als Nachfolger von Otto Budnowski zum Veterinärinspekteur ernannt, dem Chef des gesamten Veterinärwesens im Heer. In dieser Dienststellung oblag ihm die Aufsicht über die Ausbildung des Veterinärpersonals, die Heereslehrschmieden, den Heereshauptveterinärpark, das Heeresveterinäruntersuchungsamt, die Lehr- und Versuchsveterinärkompanie und das Lehr- und Versuchspferdelazarett. Gleichzeitig wurde er damit auch Vorsitzender des Wissenschaftlichen Senats für das Heeres-Veterinärwesen. Als Veterinärinspekteur hatte Schulze maßgeblichen Anteil am Aufbau des Veterinärdienstes der Wehrmacht (u. a. Errichtung einer neuen Heeresveterinärakademie 1935 in Hannover, Ausbau des Pferdelazarettwesens, Entwicklung von Veterinärkoffer, Veterinärverbandsmittelkasten und Veterinärarzneikasten). Am 3. Juni 1936 wurde Schulze zusätzlich Honorarprofessor für Heeres-Veterinärwesen an der Friedrich-Wilhelm-Universität in Berlin. Am 1. April 1938 schließlich wurde er als erster deutscher Militärtierarzt zum Generaloberstabsveterinär befördert, im Rang einem General der Infanterie entsprechend.
Von der Mobilmachung am 26. August 1939 bis Ende des Zweiten Weltkriegs war Schulze Leiter des Kriegsveterinärdienstes des Feld- und Ersatzheers im Oberkommando der Wehrmacht (OKW), blieb jedoch gleichzeitig weiterhin mit der Wahrnehmung der Geschäfte des Heeres-Veterinärs im Oberkommando des Heeres (OKH) beauftragt. Im Sommer 1940 wurde er zudem Leiter der neu gebildeten Amtsgruppe „Pferdewesen“ im OKH, womit ihm neben der Veterinärinspektion auch die Inspektion 3 (Reit- und Fahrwesen) unterstellt wurde.
Nach dem Attentat vom 20. Juli 1944 wurde Schulze verhaftet und von der Gestapo verhört, aber nach zehn Tagen wieder auf freien Fuß gesetzt. Er war in Verdacht geraten, weil er Mitglied im Union-Klub war, einem von vielen konservativen Nazigegnern frequentierten exklusiven Klub von Pferdesportliebhabern, und weil er eng mit Widerständlern wie seinen ehemaligen Vorgesetzten Ludwig Beck und Friedrich Olbricht zusammengearbeitet hatte. Er selbst gab 1946 bei seiner Befragung durch US-amerikanische Vernehmungsoffiziere an, seine Freundschaft mit Claus Schenk Graf von Stauffenberg, Friedrich Olbricht und Erich Hoepner sei der Grund für seine Verhaftung gewesen.

### Nachkriegszeit
Am 30. April 1945 kam Schulze in US-amerikanische Gefangenschaft, aus der er am 16. Januar 1947 entlassen wurde. Er zog ins Allgäu und versuchte, sich als praktizierender Tierarzt zu ernähren. Noch im gleichen Jahr holte Rudolf Graf von Spreti, Präsident des Münchener Rennvereins, ihn als Rennbahntierarzt der Galopprennbahn Riem und Berater der Kommission für Vollblutzucht und Rennen für Bayern nach München, wo er dann ab dem 24. Juli 1948 auch gemeldet war. Kurz darauf wurde Schulze, der selber 30 Jahre lang eigene Traber besessen hatte, zum Leiter des 70 Hektar großen Gestüts Isarland bei Starnberg berufen, das sich der Münchener NSDAP-Funktionär Christian Weber gegen Ende der 1930er Jahre mit Geldern der Stadt errichtet hatte und das nach dem Krieg von der US-amerikanischen Besatzungsmacht an die Stadt München zurückgegeben worden war. Er leitete das Gestüt bis 1964.
Schulze starb am 11. Oktober 1966 in München.

## Auszeichnungen
- Deutsches Kreuz in Silber (14. Januar 1944)
- Ritterkreuz des Kriegsverdienstkreuzes mit Schwertern (15. Mai 1944)